# Fanny Wimpffen
Fanny Charlotte baronesse von Wimpffen (22. september 1843 på Frederiksborg Slot – 21. december 1930) var en dansk hofdame.
Hun var datter af overførster og kammerherre Ferdinand von Wimpffen og var hofdame hos H.M. Dronning Louise. Hun bar Erindringstegnet om Kong Christian IX's og Dronning Louises Guldbryllup. Hun var ugift.